# Aschersonia placenta
Aschersonia placenta är en svampart som beskrevs av Berk. 1873. Aschersonia placenta ingår i släktet Aschersonia och familjen Clavicipitaceae.   Inga underarter finns listade i Catalogue of Life.